# Локалитет Мотел Слатина код Параћина
Локалитет Мотел Слатина код Параћина“ је археолошки локалитет, а налази се код села Главица, општина Параћин. Представља непокретно културно добро, а за њега је надлежан Завод за заштиту споменика културе Крагујевац.

## Опште информације
Археолошко налазиште налази се на територији општине Параћин, у атару приградског насеља Главица, око 1,5 km источно од центра града Параћина, на површини до 50 хектара.
Због изградње старе трасе аутопута Београд–Ниш, прва ископавања обављена су 1962. и 1963. године у организацији Археолошког института, односно Завичајног музеја у Јагодини. Радови су настављени у периоду од 1985. до 2000. године, у неколико кампања и у организацији различитих институција.
У континуитету се обављају до данас у организацији Археолошког института из Београда и Завичајног музеја у Параћину. На налазишту су констатовани културни слојеви дебљине 6 m у оквиру којих су откривени бројни налази винчанске културе: основе кућа, пећи, огњишта, јаме, делови керамичких посуда, антропоморфне и зооморфне фигурине, жртвеници, предмети од кости, рога и камена.
Налазиште представља вишеслојно насеље из периода млађег неолита. На основу стратиграфије културних слојева као и одлика археолошких налаза утврђено је да се живот у насељу одвијао током две развојне фазе винчанске културе: старије винчанско-тордошке и млађе винчанско-плочничке. Насеље винчанске културе пружило је до сада значајне податке о организацији живота његових становника и изгледу објеката грађених применом технике масивне дрвене конструкције, плетара и лепа са подницом од камене субструкције и плитко укопаним огњиштем који су карактеристични за млађе културне хоризонте. У старијим културним хоризонтима констатовани су укопани објекти земуничког типа где су пронађени најстарији трагови сточарства и земљорадње.
Археолошко налазиште на основу бројних откривених предмета изванредних уметничких и занатских карактеристика, остатака стамбене архитектуре као и величине насеља и географског положаја, представља важан центар развоја винчанске културе на подручју средњег Поморавља. Налазиште је значајно због научног проучавања млађег неолита централног Балкана и југоисточне Европе.